# Landdrostei Osnabrück
| Landdrostei Osnabrück          | Landdrostei Osnabrück |
| ------------------------------ | --------------------- |
| Sitz                           | Osnabrück             |
| Bestandszeitraum               | 1823–1885             |
| Fläche                         | 6.205 km² (1880)      |
| Einwohner                      | 290.135 (1880)        |
| Bevölkerungsdichte             | 47 Einw./km² (1880)   |
| Amtsfreie Städte               | 5 (1885)              |
| Ämter                          | 15 (1885)             |
| Lage der Landdrostei Osnabrück |                       |

Die Landdrostei Osnabrück war im 19. Jahrhundert ein Verwaltungsbezirk des Königreichs Hannover und der preußischen Provinz Hannover. Sie war der Vorgänger des 1885 geschaffenen Regierungsbezirks Osnabrück.

## Geschichte
Zur Verwaltung des Königreichs Hannover wurden 1816 Mittelbehörden gebildet, die zunächst Provinzialregierung und ab 1823 Landdrostei hießen. Die Landdrostei Osnabrück wurde am 18. April 1823 aus den Provinzialregierungen Osnabrück und einem Teil der Provinzialregierung Bentheim gebildet. Sie setzte sich aus mehreren historischen Territorien zusammen, darunter das Fürstentum Osnabrück, die Grafschaft Bentheim, die Niedergrafschaft Lingen und der emsländische Teil des Herzogtum Arenberg-Meppen. Nachdem das Königreich Hannover 1867 zur preußischen Provinz Hannover geworden war, blieb die Landdrostei Osnabrück zunächst bestehen. 1885 wurde aus ihr gemäß der preußischen Verwaltungsstruktur der Regierungsbezirk Osnabrück gebildet. Gleichzeitig wurden die alten hannoverschen Ämter von preußischen Landkreisen abgelöst.

## Landdroste
Der Landdrost war der höchste Beamte der Landdrostei. Sein Amt war mit dem eines Regierungspräsidenten vergleichbar.
- 1823–1837: Herbord Sigismund Ludwig von Bar (1763–1844)
- 1837–1845: Carl von Wedel (1790–1853)
- 1845–1853: Eduard Christian von Lütcken (1800–1865)
- 1854–1855: Otto Alexander von Marschalck (1798–1858)
- 1855–1865: Eduard Christian von Lütcken (1800–1865)
- 1865–1867: Wilhelm von Hammerstein (1808–1872)
- 1869–1878: Konstantin von Quadt und Hüchtenbruck (1825–1881)
- 1878–1885: Gustav von Gehrmann (1823–1892)

## Verwaltungsgliederung (1814–1852)
Die Landdrostei Osnabrück war bis Anfang der 1850er-Jahre in Städte, Flecken, Ämter, Amtsvogteien und Patrimonialgerichte gegliedert.

## Verwaltungsgliederung (1852–1885)
Nach einer umfassenden Verwaltungs- und Justizreform am Anfang der 1850er-Jahre bestanden seit 1853 in der Landdrostei Osnabrück insgesamt vier selbstständige Städte und 21 Ämter. 1885 bestanden fünf selbstständige Städte und noch 15 Ämter.

### Fürstentum Osnabrück
Auf dem Gebiet des alten Fürstentums Osnabrück existierten 1853 die drei selbstständigen Städte Osnabrück, Quakenbrück und Melle. Daneben bestanden seit 1852 zwölf Ämter, deren Zahl sich bis 1885 auf sieben verringerte:

#### Amt Bersenbrück
Zum Amt Bersenbrück gehörten unter anderem die Gemeinden Bersenbrück, Alfhausen, Ankum, Eggermühlen, Kettenkamp, Nortrup und  Gehrde. 1859 kamen die Gemeinden des aufgelösten Amtes Quakenbrück dazu. 1885 ging das Amt im neuen Kreis Bersenbrück auf.

#### Amt Dissen
Das Amt Dissen umfasste im Wesentlichen das Gebiet der heutigen Gemeinden Dissen am Teutoburger Wald, Bad Rothenfelde, Hilter und Bad Laer. 1859 wurde das Amt aufgelöst und in das Amt Iburg eingegliedert.

#### Amt Fürstenau
Zum Amt Fürstenau gehörte das Gebiet der heutigen Gemeinden Fürstenau, Berge, Bippen, Merzen, Voltlage und Neuenkirchen. 1885 ging das Amt im neuen Kreis Bersenbrück auf.

#### Amt Grönenberg
Zum nach der alten Wasserburg Grönenberg benannten Amt Grönenberg gehörten 1852 die heutigen Meller Stadtteile Riemsloh, Neuenkirchen, Wellingholzhausen und Gesmold. 1859 kam das aufgelöste Amt Melle mit den heutigen Meller Stadtteilen Buer und Oldendorf hinzu. 1885 ging das Amt im neuen Kreis Melle auf.

#### Amt Hunteburg
Das Amt Hunteburg erstreckte sich über das Gebiet der heutigen Gemeinden Bohmte und Ostercappeln. 1859 wurde das Amt aufgelöst und ins Amt Wittlage eingegliedert.

#### Amt Iburg
Das Amt Iburg erstreckte sich über das Gebiet der heutigen Gemeinden Bad Iburg, Glandorf und Hagen am Teutoburger Wald sowie Teile von Georgsmarienhütte. 1859 kamen die Gemeinden des aufgelösten Amtes Dissen dazu. 1885 wurde aus dem Amt Iburg der Kreis Iburg gebildet.

#### Amt Melle
Nachdem Melle 1853 zur selbstständigen Stadt erhoben worden war, umfasste das Amt Melle noch das nördliche Umland von Melle mit Buer und Oldendorf. 1859 ging das Amt im Amt Grönenberg auf.

#### Amt Osnabrück
Zum Amt Osnabrück gehörten die meisten heutigen Osnabrücker Stadtteile sowie Teile der heutigen Gemeinden Georgsmarienhütte, Hasbergen und Wallenhorst. Die damalige Stadt Osnabrück war amtsfrei. 1859 traten die Gemeinden des aufgelösten Amtes Schledehausen zum Amt Osnabrück hinzu. 1885 wurde aus dem Amt Osnabrück der Landkreis Osnabrück gebildet.

#### Amt Quakenbrück
Das Amt Quakenbrück erstreckte sich im Gebiet der heutigen Gemeinden Badbergen und Menslage. Die Stadt Quakenbrück war amtsfrei. 1859 wurde das Amt aufgelöst und ins Amt Bersenbrück eingegliedert.

#### Amt Schledehausen
Zum Amt Schledehausen gehörte im Wesentlichen das Gebiet der heutigen Gemeinden Belm und Bissendorf. 1859 wurde das Amt aufgelöst und in das Amt Osnabrück eingegliedert.

#### Amt Vörden
Zum Amt Vörden gehörten unter anderem die Gemeinden Vörden, Bramsche und Rieste. 1885 ging das Amt im neuen Kreis Bersenbrück auf.

#### Amt Wittlage
Das Amt Wittlage bestand 1852 aus dem Gebiet der heutigen Gemeinde Bad Essen. 1859 kamen die Gemeinden des aufgelösten Amtes Hunteburg dazu. 1885 wurde aus dem Amt Wittlage der Kreis Wittlage gebildet.

### Niedergrafschaft Lingen
Im Territorium der alten Niedergrafschaft Lingen war Lingen (Ems) die einzige selbstständige Stadt. Daneben waren noch zwei Ämter eingerichtet:

#### Amt Freren
Das Amt Freren umfasste im Wesentlichen das Gebiet der heutigen Samtgemeinden Freren und Lengerich. 1885 ging das Amt im neuen Kreis Lingen auf.

#### Amt Lingen
Das Amt Lingen umfasste im Wesentlichen das Umland der Stadt Lingen sowie Emsbüren, Salzbergen, Lünne und Spelle. 1885 ging das Amt im neuen Kreis Lingen auf.

### Grafschaft Bentheim
Das Gebiet der alten Grafschaft Bentheim war in zwei Ämter untergliedert. 1885 gingen die Ämter im neuen Kreis Grafschaft Bentheim auf.

#### Amt Bentheim
Zum Amt Bentheim gehörte das Gebiet der heutigen Stadt Bad Bentheim und der heutigen Samtgemeinde Schüttorf sowie das südliche Gebiet der heutigen Stadt Nordhorn.

#### Amt Neuenhaus
Zum Amt Neuenhaus gehörten weite Teile der heutigen Stadt Nordhorn, die Gemeinden Wietmarschen, Adorf und Neuringe sowie die heutigen Samtgemeinden Emlichheim, Neuenhaus und Uelsen.

### Herzogtum Arenberg-Meppen
Das Gebiet des Herzogtums Arenberg-Meppen war seit 1852 in fünf Ämter gegliedert. 1860 wurde das Amt Papenburg in eine selbständige Stadt umgewandelt.

#### Amt Aschendorf
Zum Amt Aschendorf gehörten unter anderem Aschendorf, Rhede und das Gebiet der heutigen Samtgemeinden Dörpen und Lathen. 1885 ging das Amt im neuen Kreis Aschendorf auf.

#### Amt Haselünne
Zum Amt Aschendorf gehörten unter anderem Haselünne und das Gebiet der heutigen Samtgemeinde Herzlake. 1885 ging das Amt zum größten Teil im Kreis Meppen auf. Die Gemeinden Ahmsen, Groß Berßen, Klein Berßen, Herßum, Holte, Lähden, Lastrup, Vinnen und Wachtum kamen zum Kreis Hümmling.

#### Amt Hümmling
Zum Amt Hümmling gehörte das Gebiet der heutigen Samtgemeinden Nordhümmling, Sögel, und Werlte. 1885 ging das Amt im neuen Kreis Hümmling auf.

#### Amt Meppen
Zum Amt Meppen gehörte das Gebiet der heutigen Gemeinden Meppen, Haren, große Teile von Twist und Geeste. 1885 ging das Amt im neuen Kreis Meppen auf.

#### Amt Papenburg
Zum Amt Papenburg gehörte nur der Flecken Papenburg. 1860 wurde der Flecken Papenburg zur selbstständigen Stadt erhoben und das Amt Papenburg damit aufgehoben. 1885 wurde die Stadt Papenburg Teil des neuen Kreises Aschendorf.